# Isacco Maurogonato Pesaro
Isacco Maurogonato Pesaro (Venezia, 26 novembre 1817 – Roma, 5 aprile 1892) è stato un politico italiano.

## Biografia
Ebreo, era l'ultimo dei quattro figli di Israel Pesaro, di Ferrara, e di Allegra Mulli, di Corfù. Adottato da un cugino della madre, David Maurogonato, premise il cognome di questi a quello paterno.
Nel 1838, ad appena ventun anni, si laureò in Giurisprudenza a Padova con il massimo dei voti; la sua tesi, Intorno al duello, venne immediatamente pubblicata. Tornato a Venezia, si stabilì in una casa affacciata su campo Santa Maria del Giglio, con la "porta d'acqua" aperta su Rio Zobenigo. Ha iniziato quindi la propria attività lavorativa dividendola tra l'ufficio legale delle Assicurazioni Generali e la ditta commerciale del padre. Frattanto si dedicava agli studi di finanza ed economia politica e, tramite il fratello David, entrò in contatto con Daniele Manin e Niccolò Tommaseo.

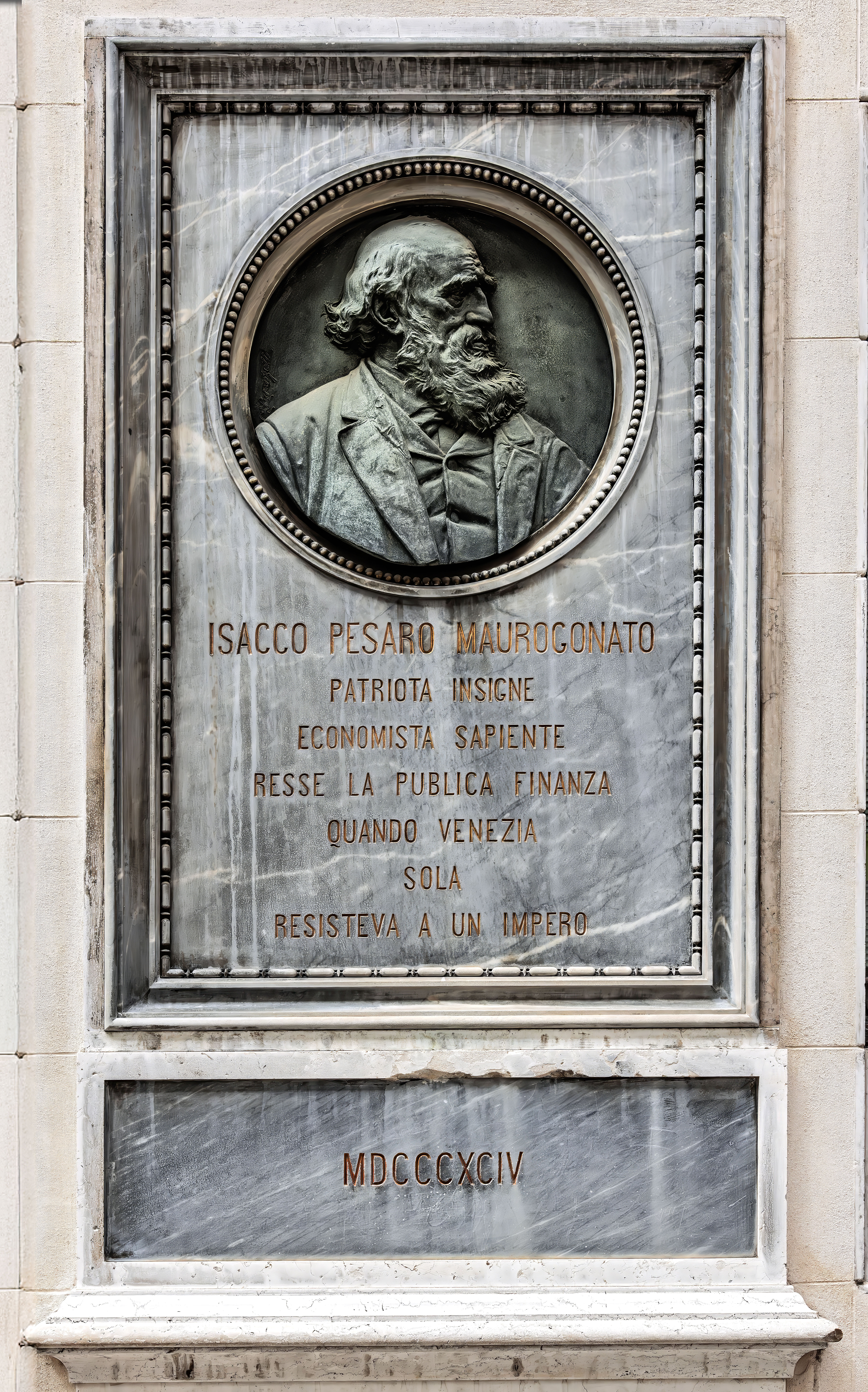
Lapide in ricordo di Isacco Pesaro Maurognato, Venezia, Calle larga de l'Ascension

Fu Deputato eletto per la Destra nel Collegio elettorale di Mirano (Regno d'Italia) dalla IX legislatura (elezione del 25 novembre 1866) alla XIV legislatura (elezione del 16-5-1880).
Fu rieletto, sempre la Destra,  nel Collegio plurinominale Venezia II- Dolo   dalla XV legislatura (elezione del 18-2-1883) alla XVI legislatura (elezione del 23-5-1886).
Fu senatore del Regno d'Italia nella XVII legislatura.
Figlio di Israel Pesaro, di religione ebraica, fu adottato dal cugino di sua madre, David Maurogonato. Amico di Manin, collaborò con lui nel governo della repubblica. Diventato nel 1849 ministro delle finanze, gestì la difficile situazione di tesoreria. Costretto all'esilio, rientrò poi a Venezia. Dopo il 1866 divenne deputato al parlamento nazionale, dalla IX alle XVI legislatura. In seguito il Re lo nominò senatore. Sposò Betsabea Ascoli, detta Betty, sorella del linguista Graziadio Isaia Ascoli, dalla quale ha avuto 4 figlie: Letizia, nata il 1 luglio 1851 e morta nel 1912; Elena, nata nel 1852; Ernesta, nata nel 1854; Adele, nata nel 1858.